# Estadio Boet Erasmus
El estadio Boet Erasmus (o EPRFU) fue un estadio ubicado en Puerto Elizabeth (Sudáfrica), con una capacidad para 33 852 personas.
Se utilizaba principalmente para la unión de rugby, pero también acogió partidos de fútbol. Las letras "EPRFU" son las siglas de Eastern Province Rugby Football (Rugby de la Provincia Oriental), que son los principales inquilinos históricos del estadio, cuyo equipo ahora se conoce como los Mighty Elephants. El nombre original, Estadio Boet Erasmus, se le dio en honor a Boet Erasmus, antiguo alcalde de Puerto Elizabeth.
El estadio cerró en 2010 y fue demolido en 2019.